# Dominique Dalmasso
Dominique Dalmasso  est un ingénieur du son, mixeur et musicien français né le 18 février 1947 à Paris.

## Biographie
Dominique Dalmasso étudie à Paris et intègre en 1966 l’École Nationale Supérieure d'Optique à Orsay ("SupOptique"). Passionné de musique et de cinéma, il présente au printemps 1968 les concours de l'école Louis Lumière et de l'IDHEC (ancêtre de la FEMIS). Il intègre l'école Louis Lumière en section image. L'école pratiquant alors essentiellement un enseignement théorique et très peu de travaux pratiques, il crée une association d'élèves et organise des rencontres avec des professionnels et des stages sur les plateaux de tournage pendant les vacances scolaires.
L'été 1969, il travaille comme perchiste avec l'ingénieur du son Claude Perrin-Terrin, puis rejoint  l'IDHEC en tant qu'assistant-stagiaire de Robert Teisseire, ingénieur du son d'Abel Gance, Wilhem Pabst, Jean Renoir, Marcel Carné, Marcel Lherbier, etc. Dès 1971, il participe au tournage de plusieurs documentaires avec François Reichenbach entre autres, et films de fiction avec Bertrand Blier, Jeanne Moreau, Maurice Pialat, etc. Il s'oriente vers le travail de post-production comme mixeur dès la fin des années 1970.
Il poursuit en parallèle des activités musicales, essentiellement comme compositeur de musiques à l'image, avec Patrick Grandperret (Court-circuits), Dominique Théron (L'été perdu), Christian Rouaud (Retour au quartier nord), Jane Chaplin (Signe d'air), etc.
Il réalise également deux courts métrages, le Vidéomateur (1979) et le Cri du printemps (1981) et enregistre plusieurs albums de musique au début des années 2000 .
En 1982, il participe à la fondation de la société Archipel Productions.
Il cesse son activité cinématographique en 2011 et s'installe en Haute-Loire, où il poursuit son activité musicale comme clarinettiste.

## Filmographie partielle
Prise de son de tournage (Longs métrages)
- 1972 : Home sweet home de Liliane de Kermadec
- 1972 : J'ai tout donné de François Reichenbach
- 1973 : L'An 01 de Jacques Doillon
- 1973 : Les Valseuses de Bertrand Blier
- 1974 : Véronique ou l'été de mes 13 ans de Claudine Guilmain
- 1974 : Aloïse de Liliane de Kermadec
- 1975 : Sex o'clock USA de François Reichenbach
- 1975 : La Fille du garde-barrière de Jérome Savary
- 1976 : Angela Davis de Jean-Daniel Simon
- 1977 : La nuit tous les chats sont gris de Gérard Zingg
- 1979 : L'Adolescente de Jeanne Moreau
- 1980 : Crime d'amour de Guy Gilles
- 1980 : Loulou de Maurice Pialat
- 1981 : L'année prochaine si tout va bien de Jean-Loup Hubert

Mixage de films (Longs métrages)
- 1977 : News from home de Chantal Ackerman
- 1978 : In girum imus nocte et consumimur igni de Guy Debord
- 1980 : Deux lions au soleil de Claude Faraldo
- 1980 : L'année prochaine si tout va bien de Jean-Loup Hubert
- 1982 : Mourir à 30 ans de Romain Goupil
- 1984 : Rouge midi de Robert Guediguian
- 1985 : Bâton rouge de Rachid Bouchareb
- 1986 : Corps et biens de Benoit Jacquot
- 1986 : Thérèse d'Alain Cavalier
- 1987 : Candy mountain, de Robert Frank
- 1987 : Si le soleil ne revenait pas de Claude Goretta
- 1988 : Histoire de vent de Joris Ivens
- 1988 : La vie est un long fleuve tranquille d'Étienne Chatiliez
- 1988 : Saalam Bombay de Mira Nair
- 1988 : Yaaba de Idrissa Ouedraogo
- 1988 : 36 fillette de Catherine Breillat
- 1989 : Après la guerre de Jean-Loup Hubert
- 1989 : Force majeure de Pierre Jolivet
- 1989 : Le bal du gouverneur de Marie-France Pisier
- 1989: Rendez-vous au tas de sable, de Didier Grousset
- 1990 : Le Mahabharata de Peter Brook
- 1990 : Tatie Danielle, d'Étienne Chatiliez
- 1990 : Dédé de Jean-Louis Benoît
- 1991 : La reine blanche de Jean Loup Hubert
- 1992 : Bar des rails de Cedric Kahn
- 1991 : Sale comme un ange de Catherine Breillat
- 1992 : Luna Park de Pavel Lounguine
- 1992 : La Crise de Coline Serreau
- 1992 : A l'heure où les grands fauves vont boire de Pierre Jolivet
- 1993 : Les Patriotes d'Eric Rochant
- 1993 : Beijing Bastards de Zhang Yuan
- 1993 : En compagnie d'Antonin Artaud de Gérard Mordillat
- 1994 : L'enfer de Claude Chabrol
- 1994 : Oublie-moi de Noémie Lvovsky
- 1994 : Le mangeur de lune de DaÏ SiJie
- 1995 : La Haine de Mathieu Kassovitz
- 1995 : Cyclo de Tran Anh Hung
- 1996 : Une femme très très très amoureuse d’Ariel Zeitoun
- 1996 : Chacun cherche son chat de Cedric Klapisch
- 1996 : La belle verte de Coline Serreau
- 1996 : Anna Oz de Eric Rochant
- 1997 : Soleil de Roger Hanin
- 1997 : Assassin(s) de Mathieu Kassovitz
- 1998 : … Comme elle respire de Pierre Salvadori
- 1998 : Train de vie de Radu Mihaileanu
- 1998 : Le Poulpe de Guillaume Nicloux
- 1999 : Est-Ouest de Régis Wargnier
- 1999 : Peut-être de Cédric Klapisch
- 1999 : A mort la mort de Romain Goupil
- 2000 : Le roi danse de Gérard Corbiau
- 2000 : À la verticale de l'été de Tran Anh Hung
- 2000 : Passionnément de Bruno Nuytten
- 2001 : Tanguy d'Étienne Chatiliez
- 2001 : Mischka de Jean-François Stevenin
- 2001 : Tanguy d'Etienne Chatillez
- 2001 : Profils paysans de Raymond Depardon
- 2002 : Une pure coïncidence de Romain Goupil
- 2002 : L'auberge espagnole de Cedric Klapisch
- 2003 : Bienvenue au gîte de Claude Duty
- 2004 : Basse-Normandie de Patricia Mazuy
- 2004 : La Manara de Belkacem Hadjadj
- 2005 : Qui de nous deux de Charles Belmont
- 2005 : Les poupées russes de Cedric Klapisch
- 2006 : Substitute  de Fred Poulet et Vikash Dhorasoo
- 2006 : Congorama de Philippe Falardeau
- 2007 : Un chateau en Espagne  d'Isabelle Doval
- 2008 : Romaine par moins 30 d'Agnes Obadia
- 2009 : À l'est de moi de Bojena Horackova
- 2009 : La folle histoire d'amour de Simon Eskenazy de Jean-Jacques Zilbermann
- 2010 : Les Mains en l'air de Romain Goupil

## Récompenses et distinctions
- 1987 : nomination au César du meilleur son (avec Alain Lachassagne) pour Thérèse
- 1996 : nomination au César du meilleur son (avec Vincent Tulli) pour La Haine
- 2001 : nomination au César du meilleur son (avec Henri Morelle) pour Le Roi danse